# 鶴見大学本源氏物語
鶴見大学本源氏物語（つるみだいがくほんげんじものがたり）は、鶴見大学（本部・神奈川県横浜市鶴見区）所蔵の源氏物語の写本のこと。

## 概要
鶴見大学は、文学部が設置された1963年（昭和38年）ころから精力的に和漢の古典籍蒐集に取り組むようになった。中でも文学部長であった久松潜一が、当時紫式部学会の会長を務めており、同学会の事務局が鶴見大学内に置かれていたことなどから、源氏物語の写本が重点蒐集品目の一つとなっていた。
「鶴見大学本（源氏物語）」とは、このようにして鶴見大学の所蔵となった源氏物語の写本の総称である。これらはもともと、別々に伝来してきたものであり、書写の時期も鎌倉時代後期のものから江戸時代のものまで存在しており、本文系統も青表紙本、河内本、別本とさまざまなものが含まれている。

## 各写本の状況

### 須磨巻附帚木巻残巻
鎌倉時代後期の書写と見られる写本である。古筆鑑定による伝承筆者は冷泉為相とされる。列帖装による須磨巻1帖の零本であるが、わずかに帚木巻が附されているものである。本文系統はおおむね青表紙本であるが一部に独自異文が見られる。

### 須磨巻
南北朝時代の書写と見られる写本である。古筆鑑定による伝承筆者は二条為定とされる。列帖装による須磨巻1帖の零本である。本文系統は青表紙本であり、池田本、肖柏本、三条西家本などとの共通異文が見られる。

### 賢木・夕顔と紅葉賀巻
室町時代初期の書写と見られる写本である。当初賢木巻1帖のみの零本が鶴見大学の所蔵となったが、その30年後になって全く別に購入した夕顔と紅葉賀だけの零本が調査の結果本写本の僚巻であることが明らかになり、さらに東洋大学図書館に所蔵されている鈴虫巻1帖のみの零本も本写本の僚巻であることが明らかになった。本写本を含めた賢木・夕顔・紅葉賀・鈴虫の4帖とも朱筆による傍記が数多く存在する。本文は青表紙本系統である。池田本や肖柏本に近く中でも日本大学所蔵三条西家本とほぼ同じである。詳細に比較すると日本大学本よりもやや漢字が多いといった違いは認められるものの、特に取り上げるほどの筋立てや表現に変化を与えるような異文は認められない。日本大学所蔵三条西家本でのイ本表記は省略されており、同写本での補入やミセケチなどは取り込んだ形の本文になっている。

### 越国文庫旧蔵本
室町時代後期の書写と見られる写本である。5帖を欠き49帖が残るが第帚木巻の後半が第夕霧巻の巻末に、夕霧巻後半が第柏木巻の巻末に、柏木巻後半が第若菜下巻の一部に、夢浮橋巻後半が手習巻の後半に綴じられているなど補修の際に生じたと見られる混乱が見られる。「越国文庫」との蔵書印があるため越前国松平家福井藩の旧蔵書であると見られる。本文は青表紙本系統であり、三条西家本に近いが、一部に河内本からの混入が見られる。

### 澪標巻
室町時代後期の書写であるが表紙は江戸時代の後補。澪標巻1帖のみの零本である。外題に「十一 みほつくし」とあり、並びの巻を除いた巻序を記している。折紙列帖装または複式列帖装と呼ばれる珍しい装丁が施されている。本文系統は別本に属する。青表紙本よりは河内本に一致する点が多いが、いずれとも異なる特異な本文が数多く含まれている。
写本記号「鶴」・「鶴見大学本（鶴見大学蔵）」として『源氏物語別本集成 続』に採用されている。

### 花散里巻
室町時代後期の書写と見られる写本である。花散里巻1帖のみの零本である。折紙列帖装または複式列帖装と呼ばれる珍しい装丁が施されている。本文系統は別本に属する。写本記号「鶴」・「鶴見大学本（鶴見大学蔵）」として『源氏物語別本集成 続』に採用されている。

### 松風巻
松風巻1帖のみの零本である。里村紹巴の次男里村玄仲が慶長十九年に書写したとの奥書がある。本文系統は青表紙本で肖柏本に最も近く三条西家本に相当する異文についての添書きがある。

### 淀藩稲葉家旧蔵本
54帖の揃い本であり、一部に複数の巻を併せたものがあるため五四巻三三冊からなる。弘文莊反町茂雄より購入したもの。弘文莊の目録には「淀藩稲葉家旧蔵」とあるが、所蔵印などは捺されていないため「淀藩稲葉家旧蔵」とされる理由が不明。本文は青表紙本で肖柏本や三条西家本に最も近い。

### 伝徳大寺公維筆本
行幸・夢浮橋の二帖を欠く52帖。徳大寺公維筆とするのは桐壺巻の見返しに挟み込まれている小紙片の記述による。17帖にわたって奥入が附載されている。奥入は巻によって第一次奥入（大島本附載奥入）に近いもの、第二次奥入り（自筆本奥入）に近いもの、いずれとも異なる独自のものが混在しており。中山本との近さが考えられる。

### 河内本・青表紙本混態零本
空蝉・夕顔・末摘花・明石・玉鬘・胡蝶・橋姫の7帖のみがまとまって伝来している写本である。本文系統は明石までの4帖が河内本、玉鬘以後の3帖が青表紙本と分かれている。夕顔・空蝉・末摘花の3帖は同筆と見られる。表題に書かれている巻序には並びの巻を存在を前提とした数字が附されているなど古態を保つ点が見られる。

### 紹巴講釈本
54帖の揃い本である。本文は青表紙本で肖柏本や三条西家本に最も近い。詳細な注釈の書き入れがあり、「紹巴講釈本」との書き入れがあるが、事実かどうかは不明である。

### 長谷範量書写奥書本
54帖の揃い本である。西桐院時成の末子長谷範量が書写したとの奥書がある。奥書において長谷範量が少納言とされているので同人が少納言となった宝永3年2月以降宝永5年8月19日（1708年10月2日）に死去するまでのものと見られる。本文は青表紙本で三条西家本に近い。

### 色替り外題升形本
54帖の揃い本である。嫁入り本の体裁を持つ美麗な本である。本文は概ね青表紙本系統の三条西家本に近いが、特に古活字版の一つ元和本（元和9年刊本）に近い。

### 奥入附載本
朝顔・蛍の2帖を欠く。表白1帖が附されており、計53帖からなる。本文系統は青表紙本であり、三条西家本に近い。各巻に奥入が附されているが、第一次奥入（大島本附載奥入）とも、第二次奥入り（自筆本奥入）とも異なる「異本奥入」などと呼ばれる独自のものである。

## 校本への採用
別本の本文を持つとされる花散里（上記六）と澪標（上記五）が写本記号「鶴」・「鶴見大学本（鶴見大学蔵）」として『源氏物語別本集成 続』に採用されている。
- 『源氏物語別本集成 続 第3巻』おうふう、2006年（平成18年）9月。 ISBN 4-2730-3403-4
花散里を収録。
- 『源氏物語別本集成 続 第4巻』おうふう、2007年（平成19年）6月。 ISBN 978-4-2730-3404-7
澪標を収録。